# Talking Tom and Friends (série télévisée d'animation)
 (août 2021).
Si vous disposez d'ouvrages ou d'articles de référence ou si vous connaissez des sites web de qualité traitant du thème abordé ici, merci de compléter l'article en donnant les références utiles à sa vérifiabilité et en les liant à la section « Notes et références ».
Pour la franchise, voir Talking Tom & Friends.
Talking Tom and Friends est une série d'animation anglo-slovéne en images de synthèse créée par Outfit7 et basée sur la franchise éponyme, Talking Tom and Friends. Elle a été pour la première fois diffusée en avant-première le 4 décembre 2014 puis sur YouTube le 30 avril 2015.
En France, la série est disponible sur Télétoon+ depuis le 17 décembre 2016.

## Synopsis
Tom la star, Ben l'intello, Angela la belle, Ginger le gamin, Hank l'abasourdi et Becca, la nouvelle, un groupe d'amis, vivent d'incroyables aventures depuis un garage.

Ancien logo de la série d'animation utilisé de 2014 à 2021.

## Distribution
- Colin Hanks (VF : Martial Le Minoux) : Tom
- Lisa Schwartz (VF : Isabelle Desplantes) : Angela
- James Adomian (VF : Emmanuel Fouquet) : Ben
- Tom Kenny (VF : Bruno Méyère) : Hank
- Maria Bamford (en) (VF : Nathalie Bienaimé) : Ginger
- Tom Kenny (VF : Jean-Pierre Leblan) : Roy
- Tom Kenny (VF : Phillipe Roulier puis Nicolas Justamon) : Le Père Noël
- Brian Stack (VF : Jean-Pierre Leblan) : Docteur Internet
- Brian Stack (VF : Phillipe Roulier) : Le PDG
- Josh Fadem puis Tom Kenny (VF : Phillipe Roulier et Jean-Pierre Leblan lorsqu'il chante) : Jérémy
- Dave Willis (VF : Bernard Demory) : Le Propriétaire
- James Adomian (VF : Nicolas Justamon) : MC
- Tom Kenny (VF : Jean-Pierre Leblan puis Bernard Demory) : Mel
- Maria Bamford (VF : Nathalie Bienaimé) : Flo
- Tom Kenny (VF : Phillipe Roulier) Bongo
- James Adomian (VF : Nicolas Justamon) : McGillicuddy
- Tom Kenny (VF : Jean-Pierre Leblan) : Boomerang
- Maria Bamford (VF : Jessie Lambotte) : S.A.R.A
- James Adomian (VF : Jean-Pierre Leblan) : Nigel
- Matt Gourley (VF : Philippe Roulier puis Jean-Pierre Leblan) : Pierric

## Fiche technique
- Directrice : Collette Sunderman
- Direction artistique (VF) : Erwan Le Gall
- Société de doublage : TITRASTV puis Dubbing Brothers (2015-2017), Agent Double (depuis 2018)

## Épisodes

### Pilot (2014)
| № | # | Titre français | Titre original | Diffusion originale              | Première en France           | Durée   |
| - | - | -------------- | -------------- | -------------------------------- | ---------------------------- | ------- |
| 1 | 1 | L'Audition     | The Audition   | 4 décembre 2014 (avant-première) | 13 avril 2017 (Youtube FR)   | 11 min. |
| 1 | 1 | L'Audition     | The Audition   | 23 décembre 2014                 | 17 décembre 2016 (Télétoon+) | 11 min. |

### Minisodes (2017)
| # | Titre français       | Titre original          | Diffusion originale   |
| - | -------------------- | ----------------------- | --------------------- |
| 1 | Copieur !            | Stop Copying Me         | 6 avril 2017(YouTube) |
| 2 | Quel ennui !         | Anti-social             | 6 avril 2017          |
| 3 | Ben, le comédien     | Ben the Comedian        | 6 avril 2017          |
| 4 | Super Aspiro         | Super Vacuum            | 6 avril 2017          |
| 5 | Bonjour Tom          | Good Morning Tom        | 6 avril 2017          |
| 6 | Une nouvelle appli ? | There's an App for That | 6 avril 2017          |
| 7 | Le vélo de Hank      | Hank's bike             | 6 avril 2017          |
| 8 | La surprise d'Angela | Angela's surprise       | 6 avril 2017          |

### Première saison (2017-2018)
| №  | Titre français                    | Titre original            | Diffusion français |
| -- | --------------------------------- | ------------------------- | ------------------ |
| 1  | Concours d'appli                  | Untalking Tom             | 13 avril 2017      |
| 2  | Un service client sympa           | Friendly Customer Service | 20 avril 2017      |
| 3  | Future Tron                       | Future Tron               | 26 avril 2017      |
| 4  | Une appli autoritaire             | Assertive App             | 4 mai 2017         |
| 5  | Magnétique Ben                    | Magnetic Ben              | 11 mai 2017        |
| 6  | L'écharpe d'Angela                | Angela's Scarf            | 18 mai 2017        |
| 7  | Le meilleur score de Ben          | Ben's High Score          | 25 mai 2017        |
| 8  | Chaos chez les stars              | Strategic Hot Mess        | 3 juillet 2015     |
| 9  | Un homme sur la Lune              | Man on the Moon           | 27 juillet 2015    |
| 10 | Un homme sur la Lune              | Man on the Moon           | 28 juillet 2015    |
| 11 | Hank, le millionnaire             | Hank the Millionaire      | 29 juillet 2015    |
| 12 | L'appli d'Halloween               | App-y Halloween           | 30 juillet 2015    |
| 13 | Big Ben                           | Big Ben                   | 31 juillet 2015    |
| 14 | Hank, l'ami imaginaire            | Think Hank                | 5 novembre 2015    |
| 15 | La chasse au germe                | The Germinator            | 12 novembre 2015   |
| 16 | Hank, le réalisateur              | Hank the Director         | 19 novembre 2015   |
| 17 | Le smart-gant                     | Glove Phone               | 25 novembre 2015   |
| 18 | Le roi de la raquette             | Ping Pong Wizard          | 3 décembre 2015    |
| 19 | Le docteur Hank                   | Doc Hank                  | 10 décembre 2015   |
| 20 | Souvenirs d'Angela                | Angela's Heckler          | 17 décembre 2015   |
| 21 | Entre rois                        | Blanket Fort              | 24 décembre 2015   |
| 22 | Un milliardaire dans la tourmente | CEO in Trouble            | 30 décembre 2015   |
| 23 | Un super coloc                    | The Perfect Roommate      | 31 mars 2016       |
| 24 | L'épreuve                         | The Contest               | 4 avril 2016       |
| 25 | Angela et la critique             | Angela's Critic           | 21 avril 2016      |
| 26 | Une journée parfaite              | The Perfect Day           | 28 avril 2016      |
| 27 | La chanson d'amour de Tom         | Tom's Love Song           | 6 mai 2016         |
| 28 | La chasse au pirate               | Ghost Pirate Hunting      | 30 mai 2016        |
| 29 | Le tournoi                        | Tennis Kid                | 7 juin 2016        |
| 30 | Le rêve des filles                | Every Girl's Dream        | 8 juin 2016        |
| 31 | Un ami trop classe                | Lost Friend Will Zee      | 9 juin 2016        |
| 32 | Le secret d'Angela                | Angela's Secret           | 14 juin 2016       |
| 33 | Le jetpack de la discorde         | Jetpack Ninja             | 15 juin 2016       |
| 34 | Romance en ligne                  | Online Romance            | 16 juin 2016       |
| 35 | Amis pour la vie                  | Friends Forever           | 21 juin 2016       |
| 36 | Papa Ben                          | Daddy Ben                 | 22 juin 2016       |
| 37 | La canicule                       | Heatwave                  | 23 juin 2016       |
| 38 | Un monstre célèbre                | The Famous Monster        | 29 juin 2016       |
| 39 | Jeremy, le retour !               | Germinator 2: Zombies     | 7 juillet 2016     |
| 40 | Angela et le basket               | Angela the Cheerleader    | 25 août 2016       |
| 41 | Le nouveau boulot de Hank         | Hank's New Job            | 21 novembre 2016   |
| 42 | Un monde parallèle                | Parallel Universe         | 22 novembre 2016   |
| 43 | Une histoire d'amour              | Love Formula              | 23 novembre 2016   |
| 44 | Galilée, le drôle de robot        | Funny Robot Galileo       | 24 novembre 2016   |
| 45 | Échange de voix                   | The Voice Switch          | 25 novembre 2016   |
| 46 | Un jeu risqué                     | Poker Face                | 19 décembre 2016   |
| 47 | Quel drôle de musée !             | Museum Madness            | 3 septembre 2016   |
| 48 | Souvenirs embarrassants           | Embarrassing Memories     | 2 septembre 2016   |
| 49 | Le secret                         | A Secret Worth Keeping    | 4 septembre 2016   |
| 50 | Le secret                         | A Secret Worth Keeping    | 1er septembre 2016 |
| 51 | Le secret                         | A Secret Worth Keeping    | 26 novembre 2016   |

### Deuxième saison (2017-2018)
Elle est également diffusée que sur Télétoon+ et YouTube.
| №  | #   | Titre français            | Titre original         | Diffusion originale |
| -- | --- | ------------------------- | ---------------------- | ------------------- |
| 27 | 1   | Baiser oublié             | Forgotten Kiss         | 5 mai 2017          |
| 28 | 2a  | Rendez-vous de folie      | Extrême First Date     | 29 mai 2017         |
| 28 | 2b  | Entre Amis                | Just Friends           | 2 juin 2017         |
| 29 | 3a  | Couple qui Clash          | Couples Clash          | 9 juin 2017         |
| 29 | 3b  | Couple qui Clash          | Couples Clash          | 16 juin 2017        |
| 30 | 4a  | Sauvegarde de génie       | The Backup Genius      | 23 juin 2017        |
| 30 | 4b  | Le cool et le nerveux     | The Cool and the Nerd! | 30 juin 2017        |
| 31 | 5a  | Le sabotage               | The Sabotage           | 1er août 2017       |
| 31 | 5b  | Votez pour Tom            | Vote for Tom!          | 2 août 2017         |
| 32 | 6a  | Une ville heureuse        | Happy Town             | 3 août 2017         |
| 32 | 6b  | Le club des intellos      | The Nerd Club          | 4 août 2017         |
| 33 | 7a  | Tacos, spaghetti, burger  | Taco Spaghetti Burger  | 5 août 2017         |
| 33 | 7b  | Les rendez-vous désatreux | Double Date Disaster   | 17 septembre 2017   |
| 34 | 8a  | L'émail accidentel        | Email Fail             | 13 octobre 2017     |
| 34 | 8b  | Tom, babysitter           | Babysitter Tom         | 27 octobre 2017     |
| 35 | 9a  | La fête du garage         | Garage Feast Day       | 10 novembre 2017    |
| 35 | 9b  | Retour à l'école          | Back to School         | 10 novembre 2017    |
| 36 | 10a | Balade en amoureux        | The Love Ride          | 24 novembre 2017    |
| 36 | 10b | Bye bye, Bongo            | Bye, Bye, Bongo!       | 24 novembre 2017    |
| 37 | 11a | Les conflits de l'espace  | Space Conflicts VIII   | 17 décembre 2017    |
| 37 | 11b | Sauvons le père noël      | Saving Santa           | 17 décembre 2017    |
| 38 | 12a | Angie fière               | Angie Fierce           | 10 janvier 2018     |
| 38 | 12b | Propriétaire amoureux     | Landlord in Love       | 28 février 2018     |
| 39 | 13a | Angela la voyante         | Angela the Physchic    | 30 mars 2018        |
| 39 | 13b | L'affaire du poisson      | Fishy Business         | 23 mai 2018         |
| 40 | 14  | Le terrible secret        | The Deep Secret        | 8 juin 2018         |

### Troisième saison (2018-2019)
Elle est diffusée que sur Télétoon+ et YouTube.
| №  | #  | Titre français              | Titre original         | Diffusion originale |
| -- | -- | --------------------------- | ---------------------- | ------------------- |
| 41 | 1  | Les pirates de l'amour      | Pirates of Love        | 25 juin 2018        |
| 42 | 2  | Pique-nique des super héros | Superhero Picnic       | 30 juin 2018        |
| 43 | 3  | Mission : Effacement        | Mission: Delete        | 7 juillet 2018      |
| 44 | 4  | L'amour est au garage       | A garage Affair        | 7 juillet 2018      |
| 45 | 5  | Le show des talents         | Talent Show            | 7 juillet 2018      |
| 46 | 6  | La reine des drones         | The Queen of Drones    | 7 juillet 2018      |
| 47 | 7  | La chasse au trésor         | Treasure Hunt          | 14 juillet 2018     |
| 48 | 8  | L'ami galactique            | The Galactic Friends   | 14 juillet 2018     |
| 49 | 9  | Problèmes de couple         | Troubled Couples       | 25 août 2018        |
| 50 | 10 | Les scouts perdus           | The Lost Scouts        | 25 août 2018        |
| 51 | 11 | Hank, ce héros              | Hero Hank              | 8 septembre 2018    |
| 52 | 12 | Une soirée chic             | Fancy Party            | 8 septembre 2018    |
| 53 | 13 | Le maître remplaçant        | The Substitute Teacher | 6 octobre 2018      |
| 54 | 14 | Tom le courageux            | Tom the Brave          | 6 octobre 2018      |
| 55 | 15 | Le sixième ami              | The Sixth Friend       | 3 novembre 2018     |
| 56 | 16 | Retour en enfance           | Kids Again             | 18 novembre 2018    |
| 57 | 17 | L'autre Tom                 | The Other Tom          | 8 décembre 2018     |
| 58 | 18 | Le gros nano-mensonge       | The Big Nano Lie       | 6 janvier 2019      |
| 59 | 19 | Le maïs attaque             | Corn Heads             | 12 janvier 2019     |
| 60 | 20 | Hank contre les vampires    | Hank vs Vampires       | 3 février 2019      |
| 61 | 21 | Le concours de danse        | The Dance Contest      | 9 février 2019      |
| 62 | 22 | Désamicalement vôtre        | Unfriend 'Em All!      | 23 février 2019     |
| 63 | 23 | Dire oui au oui             | The Yes Girl           | 9 mars 2019         |
| 64 | 24 | Le code de triche           | Cheat Code             | 23 mars 2019        |
| 65 | 25 | Le nouveau son d'Angela     | Retro-Sonic Angela     | 6 avril 2019        |
| 66 | 26 | Problèmes apocalyptiques    | Glitch Apocalypse      | 13 avril 2019       |

### Quatrième saison (2019-2020)
| №  | #  | Titre français                 | Titre original                 | Diffusion originale |
| -- | -- | ------------------------------ | ------------------------------ | ------------------- |
| 67 | 1  | Il faut retrouver Angela       | Where's Angela?                | 27 mai 2019         |
| 68 | 2  | La reine numérique             | The Digital Queen              | 27 mai 2019         |
| 69 | 3  | Le gentil germe                | The Good Germ                  | 22 juin 2019        |
| 70 | 4  | La détox numérique de Ben      | Ben's Digital Detox            | 29 juin 2019        |
| 71 | 5  | Le pire maire de l'Histoire    | Worst Mayor Ever               | 6 juillet 2019      |
| 72 | 6  | Tom le garde du corps          | Tom the Bodyguard              | 20 juillet 2019     |
| 73 | 7  | La grande course de taxis      | The Great Taxi Race            | 3 août 2019         |
| 74 | 8  | Tom le mannequin               | Supermodel Tom                 | 10 août 2019        |
| 75 | 9  | Qui est Becca ?                | Who is Becca ?                 | 17 août 2019        |
| 76 | 10 | Des boîtes qui déboitent       | Mystery Crate Empire           | 24 août 2019        |
| 77 | 11 | Sauvons l'arbre                | Save The Tree                  | 31 août 2019        |
| 78 | 12 | Angelo, star du grand ecran    | Movie Star Angelo              | 23 septembre 2019   |
| 79 | 13 | La vie secrète de Mme Vanthrax | The Secret Life of Ms Vanthrax | 19 octobre 2019     |
| 80 | 14 | Le mystère de la pyramide      | The Mystery of the Pyramid     | 26 octobre 2019     |
| 81 | 15 | Le cadeau parfait              | Happy Anniversary              |                     |
| 82 | 16 | Le jeu pas de rôle             | The Cursed Game                | 9 novembre 2019     |
| 83 | 17 | Un anniversaire de Rêve        | Hank's TV Party                | 2 novembre 2019     |
| 84 | 18 | Le méchant germe               | The Bad Germ                   | 16 novembre 2019    |
| 85 | 19 | Le sauvetage spatial           | Space Rescue                   |                     |
| 86 | 20 | La météo-tomatique             | The Weather Machine            |                     |
| 87 | 21 | Crise de jalousie              | Boyfriend Stealer              |                     |
| 88 | 22 | Le nouveau boss                | The New CEO                    | 12 octobre 2019     |
| 89 | 23 | La bataille du chocolat        | Chocolate Battle               |                     |
| 90 | 24 | Tricher n'est pas jouer        | Basketball Hero                |                     |
| 91 | 25 | Evasion impossible             | Escape: Impossible             |                     |
| 92 | 26 | Les filles veulent s'amuser !  | Good Girls Fall for Bad Boys   |                     |

### Cinquième saison (2020-2021)
| №   | #  | Titre français                  | Titre original           | Diffusion originale |
| --- | -- | ------------------------------- | ------------------------ | ------------------- |
| 93  | 1  | Mon voisin Roy                  | Neighbor Roy             | 8 mai 2020          |
| 94  | 2  | Le premier rendez-vous de Hank  | Hank's First Date        | 22 mai 2020         |
| 95  | 3  | Autant en emporte les amis      | Smash the Trash          | 6 juin 2020         |
| 96  | 4  | Dans la tête de Roy             | Micro Spy Tom            | 3 juillet 2020      |
| 97  | 5  | Une coloc envahissante          | The New Old Roommate     | 24 juillet 2020     |
| 98  | 6  | Les duos de la science          | Ginger and the Girl      | 31 juillet 2020     |
| 99  | 7  | Parents d'un jour               | Dude Ranch Showdown      | 7 août 2020         |
| 100 | 8  | Angela la serveuse              | Waitress Angela          | 14 août 2020        |
| 101 | 9  | La guerre des glaces            | Beach Day in the Desert  | 21 août 2020        |
| 102 | 10 | La pendaison de cremaillère     | Roommate War             | 28 août 2020        |
| 103 | 11 | Farces et attaques              | Prank Attack!            | 11 septembre 2020   |
| 104 | 12 | Une monstrueuse berceuse        | The Lullaby Monster      |                     |
| 105 | 13 | Un amour d'Halloween            | My Sweet Halloween       |                     |
| 106 | 14 | Alerte ! Les parents débarquent | Alert! Parents in Town   |                     |
| 107 | 15 | L'incroyable super-fan          | The Incredible Super-Fan |                     |
| 108 | 16 | Tom le gourou                   | Tom the Guru             |                     |
| 109 | 17 | Le téléphone du Père-Noël       | Santa's Phone            |                     |
| 110 | 18 | Concours de sauvetage           | Roy to the Rescue        |                     |
| 111 | 19 | La perruque infernale           | Becca Fierce             |                     |
| 112 | 20 | Les biscuits du destin          | Breakup Curse            |                     |
| 113 | 21 | Messire Ginger le brave         | The Brave Sir Ginger     |                     |
| 114 | 22 | Qui est Billy ?                 | Who is Billy?            |                     |
| 115 | 23 | Le nouveau look d'Angela        | Angela's New look        |                     |
| 116 | 24 | Le test de Q.I                  | Genius test              |                     |
| 117 | 25 | La main tendue                  | Everybody Hates Tom      |                     |
| 118 | 26 | Talking Roy & Friends           | Talking Roy & Friends    |                     |

## Production
Outfit7 Limited a lancé une websérie de 52 épisodes de la série d'animation appelée Talking Tom and Friends en 2015, basé sur les pitreries de Tom et de ses amis. La série d'animation est produite par le studio d'animation "arx anima". Il s'agit de la deuxième série d'animation de la franchise Talking Tom and Friends. Elle accueille un nouveau personnage Talking Hank, le chien de berger blanc tacheté de bleu et supprime deux personnages de la première série, Talking Pierre et Talking Gina. Turner Broadcasting System Europe ont acquis le Royaume-Uni, les droits de diffusion à la télévision pour la série Talking Tom and Friends et sera diffusé sur le Boomerang Royaume-Uni en juin 2016. En France, la série est diffusée sur Télétoon+ depuis décembre 2016.

## Web série
Il s'agit de la première série d'animation de Talking Tom diffusé sur le web composé de 10 webisodes, créée par Man of Action (8 juin-29 juin 2012) et Brian "RuPaul" Hogan (6 juillet 2012), et diffusé depuis le 8 juin 2012 dans le bloc de la websérie sur Cartoon Network Too. Cette dernière est nommée Talking Friends et les personnages sont en 3D et sont sous forme de peluche. Cette dernière a été produite par Disney. C'est dans cette série que sont inclus les personnages : Talking Pierre, le perroquet et Talking Gina, la girafe . Cette série n'a pas été diffusée en France ni traduite en français.
| № | Titre original      | Diffusion originale |
| - | ------------------- | ------------------- |
| 1 | Attack of the Tech! | 13 janvier 2012     |
| 2 | Foolf               | 14 janvier 2012     |
| 3 | Jet Pack Cat        | 15 janvier 2012     |
| 4 | Newserator          | 16 janvier 2012     |
| 5 | Rock the Catsbah    | 10 février 2012     |
| 6 | Shake that Tail     | 17 février 2012     |
| 7 | Multipli-Kitty      | 24 février 2012     |
| 8 | Angry Parrots       | 16 mars 2012        |
| 9 | Tom After Tom       | 30 mars 2012        |